# Pirttiluoto, Ulvsby
Pirttiluoto är en ö i Finland. Den ligger i sjön Joutsijärvi och i kommunen Ulvsby i den ekonomiska regionen  Björneborgs ekonomiska region  och landskapet Satakunta, i den sydvästra delen av landet, 210 km nordväst om huvudstaden Helsingfors. Öns area är 1,2 hektar och dess största längd är 150 meter i sydöst-nordvästlig riktning.